# Оттоїт
Оттоїт — рідкісний мінерал класу оксидів. Назва пов'язана із горою Отто, в Каліфорнії.

## Особливості
Оттоїт має хімічну формулу Pb2TeO5. Мінерал визнаний Міжнародною мінералогічною асоціацією 2009 року. Він кристалізується в моноклінній системі і утворює гольчасті кристали.

## Місцезнаходження
Оттоїт описаний завдяки знахідкам у двох копальнях на горі Отто, у графстві Сан-Бернардіно, штат Каліфорнія (Сполучені Штати): у копальні «Ага» та у копальні «Пташине гніздо». Він також був описаний в іншому місці поблизу тієї ж гори, а також в копальнях «Джой» і «Гранд Централ» району Томбстон, штат Аризона. На сьогодні це єдині описані місця знаходження оттоїту на планеті.